# Kilómetro 101

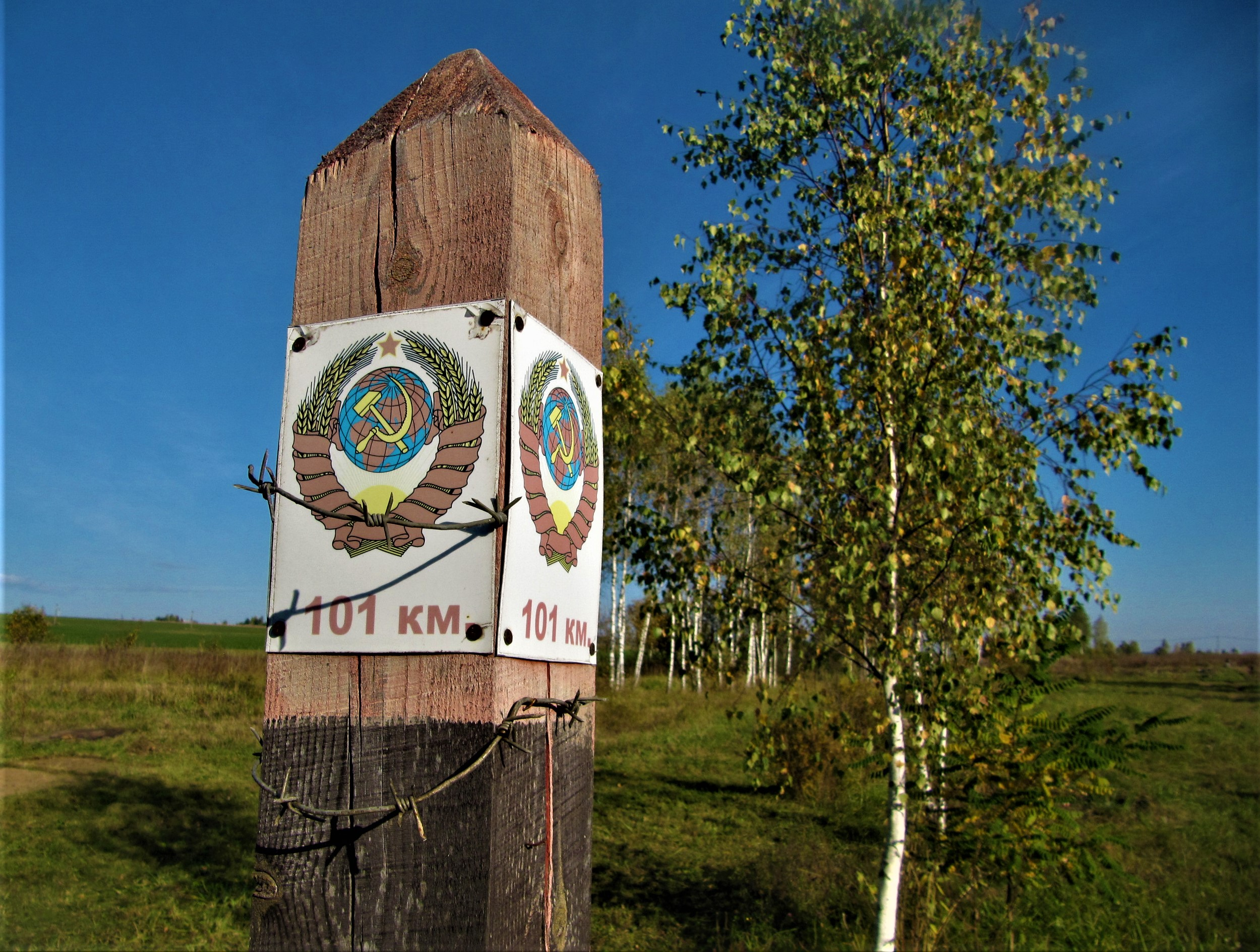
El letrero conmemorativo "101 kilómetros" se instaló el 12 de agosto en Tarusa, pueblo de Stroitel.

Kilómetro 101 (en ruso: 101-й километр, sto pervy kilometr) era el nombre para la ley que restringía la libertad de circulación en la Unión Soviética a los expresos.
En la Unión Soviética, los derechos de una persona que salía de prisión o campo de trabajo, en muchas ocasiones, seguían restringiéndose por un largo período. En lugar de los documentos regulares para toda la población, los expresos recibían un sustituto temporal, un "billete de lobo" (traducción directa del ruso волчий билет, volchiy bilet), que los confinaba al exilio interior, sin derecho a vivir a menos de 100 km de los grandes centros urbanos. Esta medida resultó en la creación de muchas comunidades residenciales establecidas en el kilómetro 101 desde los confines de la ciudad. En la Rusia posterior a la URSS las restricciones se suprimieron, y la expresión se utiliza en la actualidad como sinónimo de un lugar apartado o salvaje.